# Радіаційні пояси

Радіаційні пояси Землі

Радіаці́йні пояси́ (від лат. radiatio — випромінюю) — внутрішні шари магнітосфер планет, у яких утримуються високоенергійні заряджені частинки (здебільшого протони та електрони).
Існування радіаційних поясів Землі було передбачено ще на початку XX сторіччя, проте відкрито та досліджено їх тільки на початку космічної ери. Вони отримали назву поясів Ван Аллена на честь американського астрофізика Джеймса ван Аллена. Згодом потужні радіаційні пояси було виявлено у планет-гігантів — Юпітера і Сатурна.

## Природа виникнення
Магнітне поле Землі (та інших планет) є подібним до дипольного. Воно ефективно відхиляє заряджені частинки, що прилітають з космосу, не даючи їм досягти поверхні. Проте, якщо частинка з якихось причин опинилася глибше у магнітному полі, ніж їй дозволяє її кінетична енергія, то вона не зможе ні покинути його, ні наблизитись до Землі. Частинка починає рухатися по спіральній траєкторії, обертаючись навколо силової лінії магнітного поля. Поблизу полюсів, через ущільнення силових ліній, її послідовний рух сповільнюється, і частинка розвертається в протилежному напрямку, не сповільнюючи обертання. Ділянки траєкторії, де це відбувається називаються дзеркальними точками. Також, через те, що радіус спіралі, по якій рухається частинка, хоч і значно менший за радіус Землі, проте не нульовий, напруженність магнітного поля змінюється під час її руху, що призводить до повільного дрейфу за довготою.

## Радіаційні пояси Землі
Радіаційні пояси Землі умовно поділяють на внутрішній, заповнений здебільшого потоками протонів, та зовнішній, де в основному зустрічаються високоенергетичні електрони. Частинки заповнюють усю зону, де силові лінії магнітного поля замкнені: від декількох сотень кілометрів над земною поверхнею до кількох десятків тисяч кілометрів, проте з нерівномірною інтенсивністю.
Електрони мають два максимума інтенсивності:
- Зовнішній максимум інтенсивності розташовано на висоті від 4 до 6 земних радіусів. Електрони у цьому поясі мають енергії від десятків КеВ до кількох МеВ. Інтенсивність потоку електронів з енергією більшою за 40 КеВ у цій зоні складає близько 108 частинок на секунду на квадратний сантиметр.
- Внутрішній максимум інтенсивності займає зону між 1,5 і 2,5 земними радіусами. Електрони мають енергії від одиниць до сотень КеВ[4].

Розподіл протонів має один максимум на висоті 1,5—3 земних радіуси. Енергія протонів становить 20—800 МеВ.
У магнітосфері Землі тривалий час можуть існувати квазістаціонарні радіаційні пояси. Їх утворення пов'язують із потужними спалахами на Сонці, як це сталося, наприклад, в 2024 році, а також із розпадом радіоактивних елементів, що було викинуто в атмосферу внаслідок ядерних випробувань.
Варто зазначити, що, кажучи про висоту, на якій розташований той чи інший пояс, маються на увазі L-оболонки — узагальнені координати, що відраховуються від центру Землі, і прив'язані до розташування силових ліній її магнітного поля, тому на високих широтах пояси знаходяться ближче до поверхні. Також, форма ліній може змінюватись через неспівпадіння магнітного поля Землі з ідеальним дипольним — так, над Південно-атлантичною магнітною аномалією магнітне поле «просідає», тому у цій області радіаційний фон є високим навіть у 300 кілометрах над поверхнею.

### Динаміка руху частинок у поясі
Якщо частинка у магнітному полі рухається під деяким кутом до силової лінії (пітч-кут), то її рух можна розкласти на дві складові, дотичну і перпендикулярну силовій лінії. Тоді, завдяки першій компоненті, частинка рухається вздовж лінії, а завдяки другій — обертається навколо неї. Типовий ларморів радіус частинок — від ста метрів до ста кілометрів, що значно менше за радіус Землі, тому можна вважати, що напруженність поля не змінюється за один оберт.
Ганнес Альвен показав, що за таких умов, магнітний момент, що створюється частинкою (а точніше, кільцевим струмом, що виникає через її рух по колу) в таких умовах зберігається. Його можна записати як
{\displaystyle \mu =\pi mv^{2}sin^{2}\Theta /eB},
де Θ — кут між напрямком швидкості частинки і силовою лінією. Цю величину називають першим адіабатичним інваріантом. Швидкість у магнітному полі не змінюється, тому з формули можна бачити, що зі зростанням напруженості поля, кут Θ також зростає, аж доки не досягає 90°, після чого частинка змінює напрямок руху.
Таким чином, частинки рухаються від північного магнітного полюса до південного, не втрачаючи енергії. Період коливання для електронів і протонів з енергією 10 МеВ складає 1 секунду і 0,1 секунди відповідно.
Також, через те, що при обертанні навколо силової лінії частинка проходить через зони з різною напруженністю поля, що виражається у виникненні додаткової сили, що пропорційна B·gradB, і зміщує частинку по довготі. Частинки роблять повний оберт навколо Землі за час від десятків секунд до кількох хвилин.

### Джерела наповнення

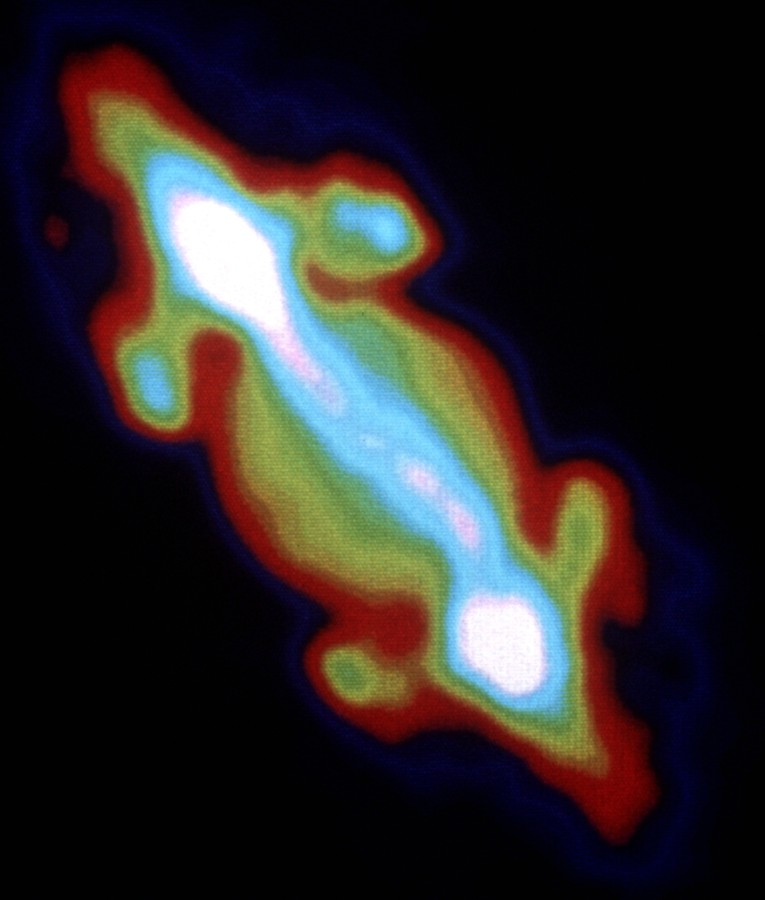
Зображення Юпітера у радіохвилях. Яскраві (білі) області — випромінювання радіаційних поясів.

## Історія досліджень

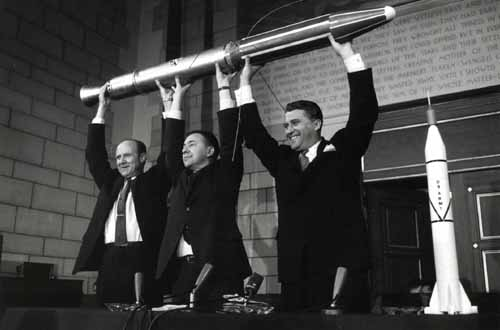
Супутник «Експлорер-1» і його творці. Джеймс ван Ален стоїть у центрі. 1958 рік

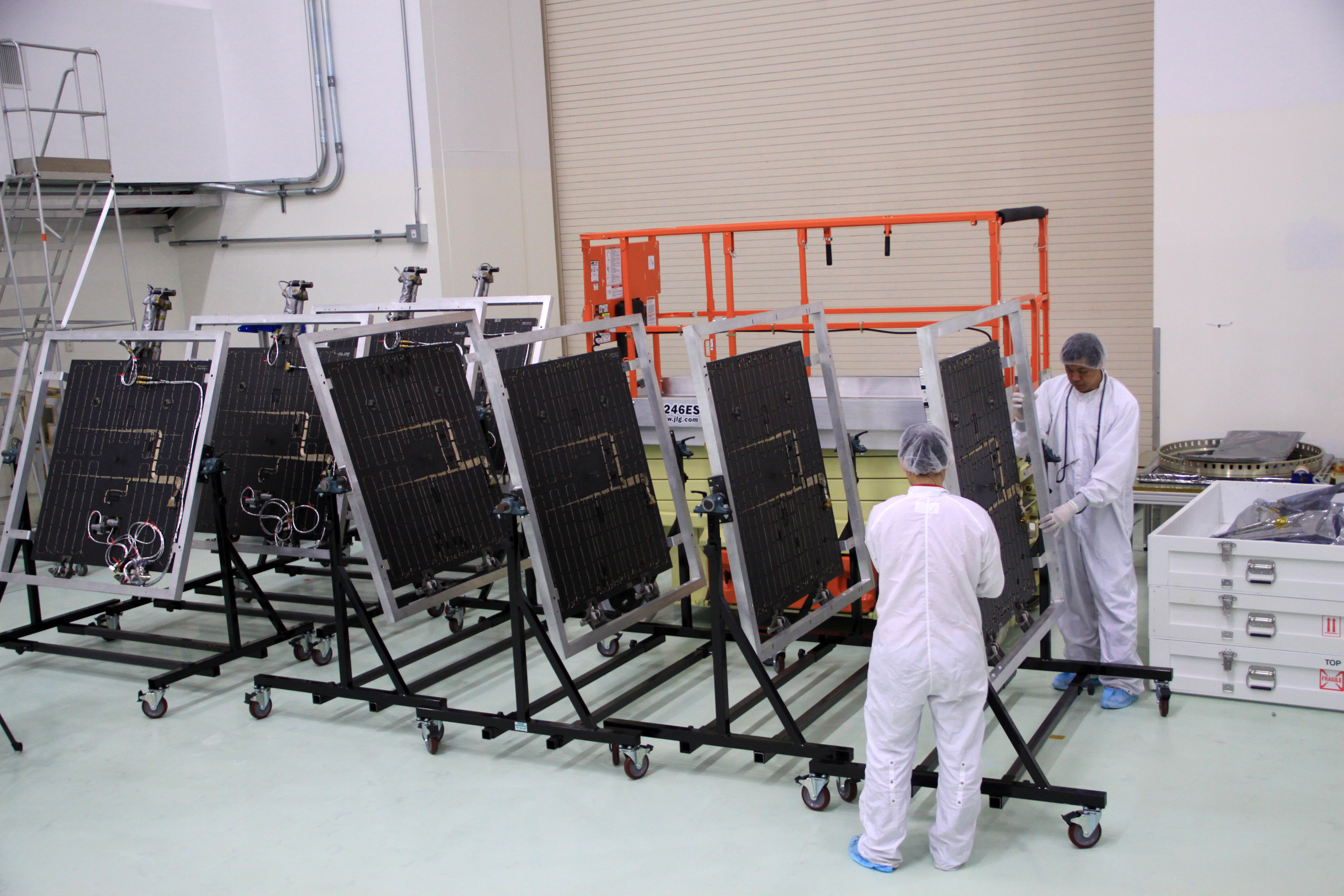
Сонячні панелі для супутника Radiation Belt Storm Probes, 2012 рік